# Tirs (símbol)

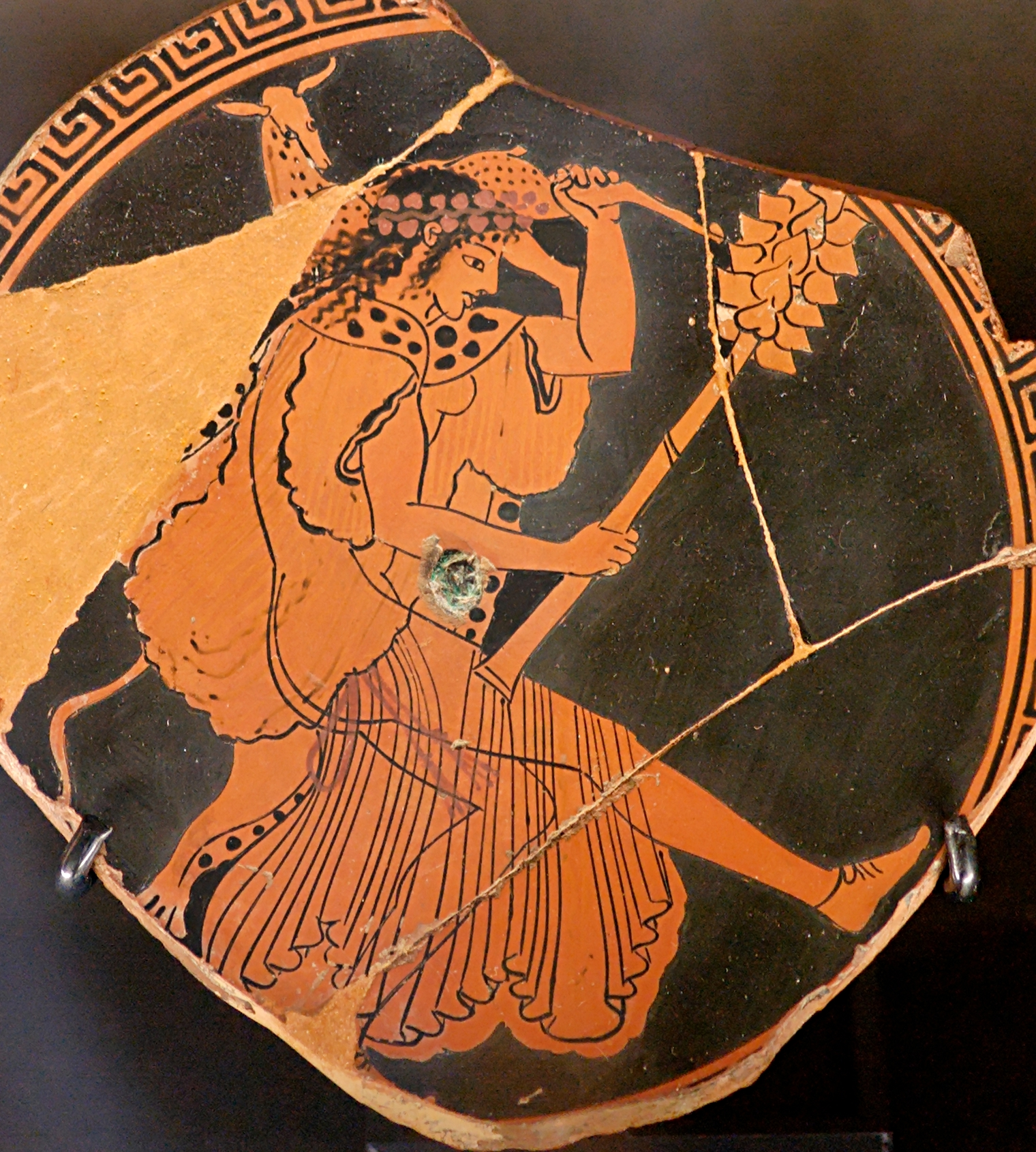
Escena en un atuell d'una Mènade sostenint un tirs.

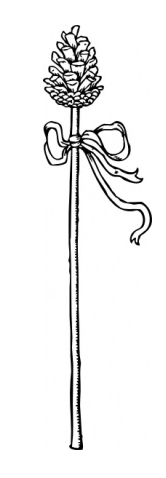
Vara de tirs

Un tirs (plural tirsos) és un bastó guarnit d'heura i de fulles de parra, i de vegades amb alguns llaços, atribut del déu de l'antiga Grècia Dionís, també anomenat Bacus. Se’l representa habitualment rematat per una pinya de pi.
Es tracta d'un símbol fàl·lic que representa la força vital que s'associa en general amb Dionís. Es creu que d'aquest símbol té l'origen a l'antic Egipte i Fenícia. Els tracis el van assimilar en l'Antiguitat i després va passar a tot el món hel·lenístic.
El tirs es relaciona també amb la vara màgica dels conjurs i amb els símbols axials verticals, que són els que representen l'eix del món terra-cel, o bé tenen relació analògica amb ell.

## Història
A la mitologia del món grec el tirs és una vara o bastó folrada de vinya o heura i rematada per una pinya de pi. Era el símbol fàl·lic utilitzat en les festes orgiàstiques que es feien en honor del déu Dionís o de Bacus (que és un epítet utilitzat també pels grecs i que van prendre més tard els romans per a la seva religió). A aquest símbol se li suposa d'origen traci (que al seu torn prendrien d'Egipte i Fenícia), difós després pel món hel·lenístic.